# Картарпурский коридор
Картарпурский коридор — трансграничный коридор между Пакистаном и Индией, соединяющий святыни сикхов Дера Баба Нанак Сахиб (расположена в Пенджабе, Индия) и Гурдвара Дарбар Сахиб (в Пенджабе, Пакистан). Коридор предназначен для паломников из Индии, желающих посетить гурдвару в пакистанском Картарпуре, расположенную в 4,7 километра (2,9 миль) от границы между Пакистаном и Индией, без оформления визы.
Идея Картарпурского коридора была впервые предложена в начале 1999 года премьер-министрами Индии и Пакистана Аталом Бихари Ваджпаи и Навазом Шарифом соответственно в рамках дипломатии Дели-Лахор-Бус.
26 ноября 2018 года был заложен первый камень с индийской стороны, а через два дня, 28 ноября 2018 года, первый камень с пакистанской стороны был заложен премьер-министром Пакистана Имраном Ханом. Коридор был завершён к 550-летию со дня рождения Гуру Нанака Дева 12 ноября 2019 года.
Премьер-министр Пакистана Имран Хан заявил: «Пакистан считает, что путь к процветанию региона и светлое будущее нашего грядущего поколения заключается в мире», добавив, что «Пакистан не только открывает границу, но и свои сердца для сикхской общины». Премьер-министр Индии Нарендра Моди сравнил появление Картарпурского коридора с падением Берлинской стены, заявив, что проект может помочь ослабить напряжённость в отношениях между двумя странами.
Ранее паломники из Индии должны были садиться на автобус до Лахора, чтобы добраться до Картарпура, что составляет 125 км пути, хотя люди на индийской стороне границы могли физически видеть Гурдвару Дарбар Сахиб Картарпур на пакистанской стороне. Для индийской стороны была также построена возвышенная платформа, где люди используют бинокль, чтобы получить хороший обзор.